# パリスの審判 (ルーベンス)
『パリスの審判』（パリスのしんぱん）は、フランドルの画家ピーテル・パウル・ルーベンスによる絵画である。同名の作品が数点確認されている。
1. 円熟期の1632年から1635年頃に描かれた作品。本項では、主にこの作品について扱う。
2. 初期の1597年から1599年頃に描かれた作品。
3. 晩年の1638年から1639年頃に描かれた作品。

『パリスの審判』（英: The Judgement of Paris）は、ルーベンスが円熟期に描いたもので、ロンドンにあるナショナル・ギャラリーに収蔵されている。

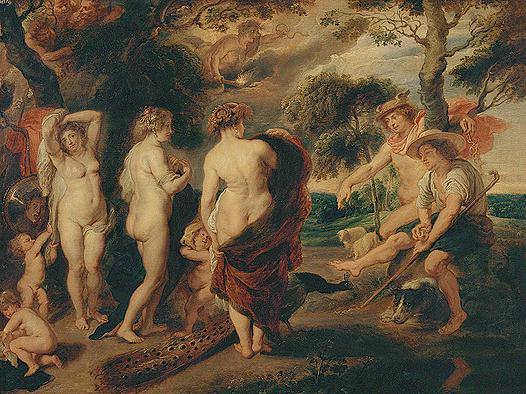
アルテ・マイスター絵画館蔵のレプリカ

本作は、ギリシャ・ローマ神話における「パリスの審判」を表現している。複数の板を継ぎ合わせて製作されている。本作については、ドレスデンのアルテ・マイスター絵画館に所蔵されているものをはじめとして、十数点のレプリカが存在しており、これらはルーベンス工房の画家などによって製作された。

## 作品
画面前景に描かれている3人の女性のうち、真ん中にいるのが愛と美の女神、ヴィーナスであり、両手を頭の上に上げているのが知恵・工芸・戦争の女神、ミネルヴァで、ヴィーナスの右隣にいるのが結婚の女神、ユノである。上空には、暗い雲が広がっている。
ミネルヴァは、薄い衣服をちょうど脱いだところである。彼女の傍らには、ミネルヴァのフクロウが描かれている。ヴィーナスは、画面右端で座っている若い男性のほうに視線を向けており、そちらに歩みを進めようとしている様子である。ユノは、毛皮が裏についている豪華な赤い衣装を脱いでいるところである。ユノの足もとには、彼女のアトリビュートである雄のクジャクが描かれている。
座っている男性は、羊飼いのパリスであり、杖を持ち粗末な格好をしている。パリスは、目の前に並んでいる3人の女神の中で最も美しいと思った女神に、黄金の林檎を与えようとしている。クジャクは、パリスの犬を威嚇している様子である。
パリスの後ろにいる男性は伝令神、メルクリウス（ヘルメス）であり、一対の翼が付いた帽子を頭に載せ、右手を木の幹に置き、左手にはケーリュケイオン（カドゥケウス）と呼ばれる、2匹のヘビが巻きついた杖を持っている。ミネルヴァの傍らには、メドゥーサの生首が付いた楯の他に、槍が描かれている。メルクリウスの後方には、ヒツジが描かれている。画面上部中ほどには、ヘビとたいまつを手に携えた復讐の女神、アレクトが雲の中から現れている様子が描かれている。

## 初期・晩年の作品

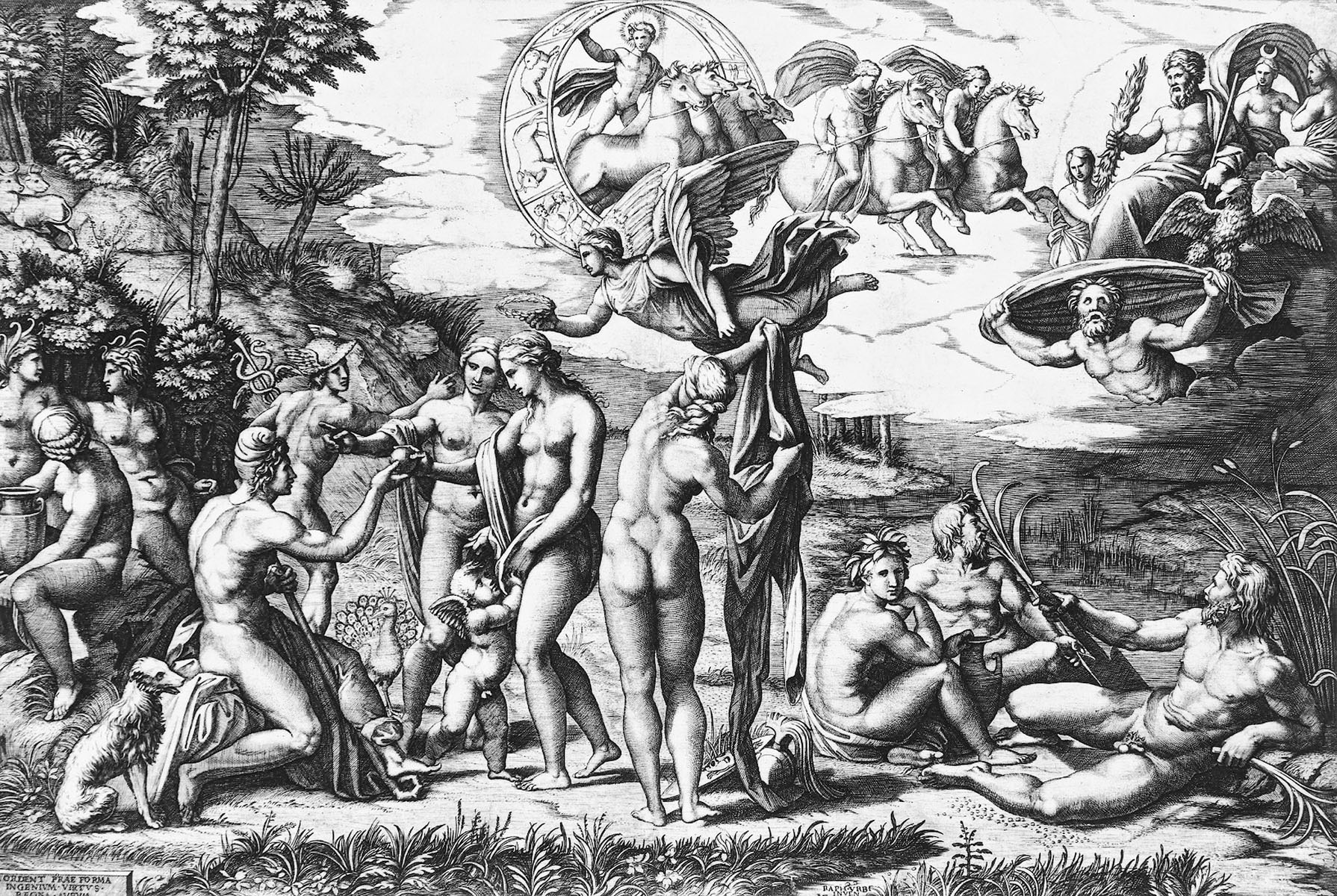
ラファエロ原案の『パリスの審判』

ルーベンスが画家として独立して間もない初期の頃に描かれた作品のキャラクターのポーズや配置について、西洋美術研究者の高橋裕子は、マルカントニオ・ライモンディ (en:Marcantonio Raimondi) が1517年から1520年頃に製作した、ラファエロ・サンティ原案の版画『パリスの審判』の影響を大きく受けている、との旨を述べている。
晩年の『パリスの審判』 (プラド美術館、マドリード) は、スペイン王であるフェリペ4世のために描かれたもので、ネーデルラント総督のフェルディナンドがフェリペ4世に宛てた手紙によると、3人の女神のうち、真ん中に描かれたヴィーナスのモデルは、ルーベンスの妻、エレーヌ・フールマンであるという。